# 河野博式
河野博式（こうの ひろのり、1928年12月25日 - 2011年1月1日）は、日本の実業家。日鉱金属（現JXHD）社長。

## 略歴
1928年12月25日（1929年1月1日）広島に生まれる。幼少期を広島で過ごし、京都大学法学部に進学。
その後、日本鉱業（現JX金属）に入社。1992年日鉱金属営業開始とともに、代表取締役社長に就任。1996年同社の代表取締役会長に就任。1999年取締役会長に就任。その他にも、数々の組織に所属していた。
引退後は、趣味のゴルフ、園芸に没頭。2011年1月1日食道がんのため82歳で死去。

## 叙勲
2008年秋に、旭日重光章を受章している。
　